# Eucypris nobilis
Eucypris nobilis är en kräftdjursart. Eucypris nobilis ingår i släktet Eucypris och familjen Cyprididae. Inga underarter finns listade i Catalogue of Life.